# مطار هابافيسي
مطار هابافيسي (بالفنلندية: Haapaveden lentokenttä)‏ يقع في هابافيسي، فنلندا.

## روابط خارجية
- VFR Suomi / فنلندا - مطار هابافيسي
- Lentopaikat.net - مطار هابافيسي باللغة الفنلندية